# Antreteordnung

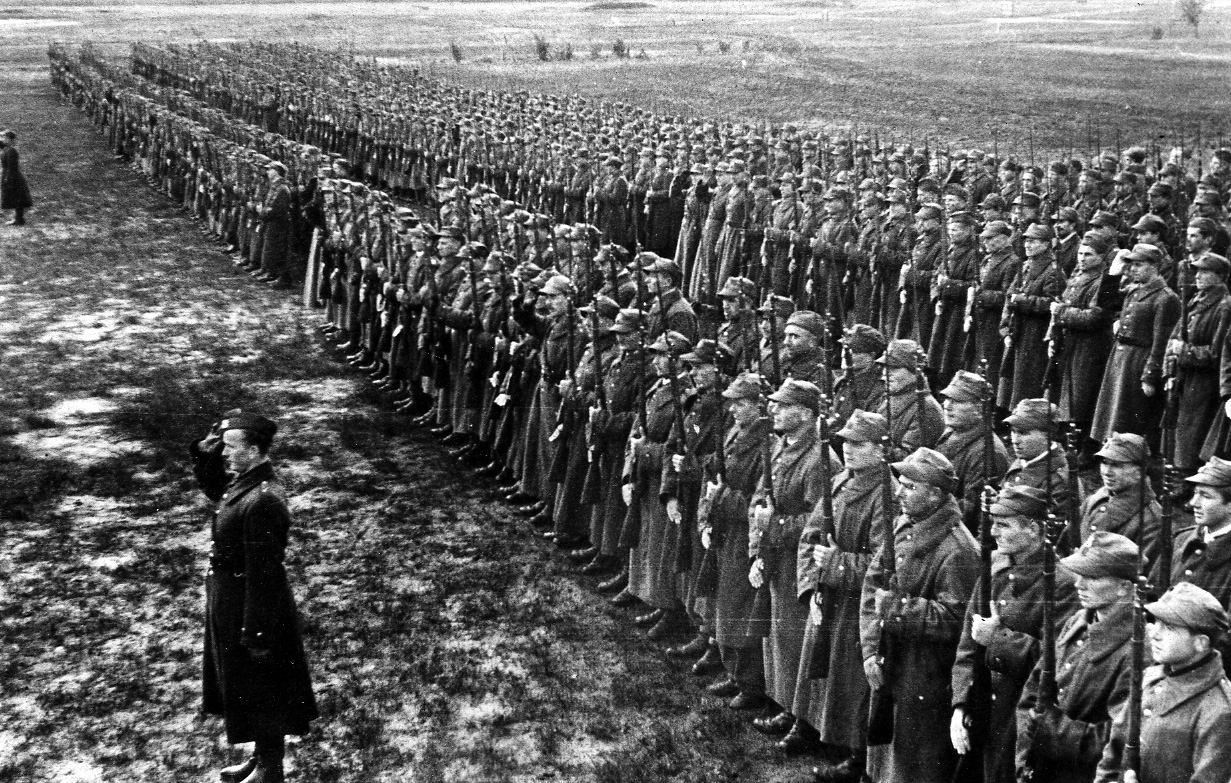
Polnisches Bataillon beim Antreten in der Sowjetunion im Zweiten Weltkrieg, 1942

Eine Antreteordnung regelt beim Militär oder bei Hilfsorganisationen wie der Feuerwehr die Ordnung, mit der die Truppe in bestimmten Situationen anzutreten hat. Die Antreteordnungen können Personen oder Funktionen anordnen.

## Bundeswehr
Die Antreteordnung legt fest, welche Person beim Antreten wo zu stehen hat. Diese Ordnung wird üblicherweise zu Beginn der Dienstzeit festgelegt.

## Feuerwehr
Hier regelt die Antreteordnung, wie sich die Trupps nach dem Kommando „Absitzen“ oder „Gefahr - Alle sofort zurück!“ hinter dem Fahrzeug aufstellen. Nach FwDV 3 „Einheiten im Lösch- und Hilfeleistungseinsatz“ ist die Antreteordnung hier zweireihig und lautet vom Einheitsführer aus gesehen von links nach rechts: Maschinist und Melder, Angriffstrupp, Wassertrupp, Schlauchtrupp. Ist ein anderer Antreteort als hinter dem Fahrzeug sicherer, beispielsweise zum Schutz vor fließendem Verkehr, kann auch an anderer Stelle angetreten werden.